# Tombs & Treasure
Tombs & Treasure (太陽の神殿: アステカ II?, Taiyō no Shinden: Asteka II) è un videogioco d'avventura del 1986 sviluppato da Nihon Falcom e distribuito per diversi home computer. Il gioco ha ricevuto una conversione per Nintendo Entertainment System a cura di Compile. È incluso insieme a Ys II: Ancient Ys Vanished - The Final Chapter nella raccolta Falcom Classics II per Sega Saturn.

## Trama
Tombs & Treasure è ambientato nella città maya di Chichén Itzá.

## Modalità di gioco
Tombs & Treasure ha un gameplay che ricorda Shadowgate e Déjà Vu. Il gioco alterna la visuale isometrica a quella in prima persona.